# 堀内和一朗
堀内 和一朗（ほりうち わいちろう、1980年1月3日 - ）は、東京都出身のファウストボール選手、躰道選手、医師。Ph・F・フォン・シーボルトの昆孫（７世）。日本ファウストボール協会副会長、アジアファウストボール協会執行役員。湯島道場副代表。東京科学大学（旧・東京医科歯科大学）躰道部監督補。日本スポーツ協会公認スポーツリーダー・コーチングアシスタント。躰道においては、2001年那覇世界選手権日本代表として、男子個人法形競技、団体展開競技に出場。段位は教士六段。ファウストボールにおいては、2019年ヴィンタートゥール男子世界選手権・2023年マンハイム男子世界選手権代表、2022年パシフィック選手権3位。アジアファウストボール協会栄誉賞受賞者。元人間総合科学大学保健医療学部、神奈川工科大学健康医療科学部非常勤講師。MENSA（IQ>130）、ISI-Society、HELLIQ Society（IQ>160）、4G（Global Genius Generation Group）の会員。祖父は従四位、勲四等旭日小綬章に叙せられた医学博士の長尾貞一。

## 人物
東京都青梅市出生、東京都世田谷区出身。シーボルトの孫である楠本高子の、更に孫である楠本日出子の孫である 。姉はみなもと太郎の漫画「風雲児たち」ワイド版13巻の帯に、シーボルト7代目子孫として推薦文を寄せている。世田谷区立用賀小学校、桐蔭学園中学校・高等学校を経て、東京医科歯科大学（現・東京科学大学）医学部医学科を卒業。大学入学後躰道部に入部して躰道を始め、宮下宏紀と出会う。第3回世界躰道選手権大会（那覇）男子個人法形競技、団体展開競技日本代表。2001年ミスター医科歯科ファイナリスト。また2017年からファウストボールにも本格的に取り組み、日本代表となる。医師としての専門は精神科（精神保健指定医、精神科専門医、認知症専門医、日本老年精神医学会専門医、子どものこころ専門医、日本小児精神神経学会認定医、公認心理師）、皮膚科、人間ドックや健康診断などの予防医学、アンチエイジングである。日本うつ病学会双極性障害委員会フェロー。趣味は囲碁。2015年から2017年にかけてはスポールブールにも取り組んでいた。

## ファウストボール選手として
2017年よりファウストボールに取り組み、東京タワークラブに所属している。2017年7月に行われた第15回全日本ファウストボール選手権大会、第3回全日本ファウストボールクラブカップ選手権大会において、男子の部で優勝を果たした。
その後も実績を重ね、ティモンディの高岸宏行とともに、2019年のヴィンタートゥール男子世界選手権(スイス)の日本代表に選出された。ヴィンタートゥール男子世界選手権では、日本代表の全8試合中4試合に出場した（オーストラリア戦、セルビア戦、ベルギー戦、オランダ戦）。
2020年の全日本ファウストボールクラブカップ選手権大会では、東京タワークラブのキャプテンとして、メンバーに澁谷善ヘイゼルを擁し出場するも、コロナ禍で主力を欠いたこともあり男子3位、男女混合2位という結果に留まった。
2022年、アジアのファウストボール振興に多大な貢献があったとして、アジアファウストボール協会栄誉賞を受賞した。また、10月にオーストラリアのジーロングで行われるパシフィック選手権大会の日本代表に、キャプテンとして選出された。同大会では日本の5試合全てに出場し、日本代表の3位入賞に大きく貢献した。また、42歳293日での国際試合出場は日本代表の最年長記録となった。
2023年、同年7月にドイツのマンハイムで行われる男子世界選手権の日本代表に選出された。日本代表の全6試合中5試合に出場した。7月27日の最終セルビア戦に出場したことにより、国際試合出場の最年長記録を43歳205日に更新した。

### ファウストボールにおける主な戦歴
- 2017年 全日本ファウストボール選手権大会　男子1位、男女混合2位
- 2017年 全日本ファウストボールクラブカップ選手権大会　男子1位、男女混合2位
- 2018年 全日本ファウストボールクラブカップ選手権大会　男子2位、男女混合2位
- 2018年 全日本ファウストボール選手権大会　男子3位、男女混合2位
- 2019年 全日本ファウストボール選手権大会　男子2位
- 2019年 男子世界ファウストボール選手権大会　18位
- 2019年 全日本ファウストボールクラブカップ選手権大会　男子2位、男女混合1位
- 2020年 全日本ファウストボールクラブカップ選手権大会　男子3位、男女混合2位
- 2022年 パシフィックファウストボール選手権大会　男子3位
- 2023年 全日本ファウストボールクラブカップ選手権大会　男子1位、男女混合2位
- 2023年 男子世界ファウストボール選手権大会　16位
- 2023年 全日本ファウストボール選手権大会　男子1位、男女混合1位
- 2024年 全日本ファウストボールクラブカップ選手権大会　男子1位
- 2024年 全日本ファウストボール選手権大会　男子1位、男女混合1位
- 2025年 全日本ファウストボールクラブカップ選手権大会　男子1位、男女混合1位

## 躰道選手として
1998年に東京医科歯科大学躰道部に入部し、躰道を始める。大学3年時までは目立った結果を残せずにいたが、大学4年時の2001年に那覇世界選手権の日本代表に抜擢される。するとその秋の全国学生躰道優勝大会で初のメダリストとなり、また全日本躰道選手権大会では団体展開競技において日本一の栄冠に輝く。その後2002年、2003年も数々の実績を残した。
2004年に大学を卒業し、横浜市躰道協会に移籍。2005年には東京城北地区躰道協会に復帰した。実戦競技にてその年のヨーテボリ世界選手権出場を目指していたが、最終選考にて代表を逃す。
2007年暮れからつくば躰道協会に移籍し、翌2008年末には古巣の東京城北地区躰道協会に戻った。そして2009年の広島世界選手権出場を目指すも、古くからの持病であった腰椎椎間板ヘルニアが悪化、2009年8月に緊急入院、手術の運びとなり断念した。
腰椎椎間板ヘルニアにより、左下肢の激痛と運動麻痺（左足関節と足趾を背屈することができなかったという）が生じており、術後もその症状がすぐに回復したわけではなかった。しかし1年に及ぶ厳しいリハビリを経て、2010年の東京城北地区躰道優勝大会にて試合復帰を果たした。
その後宮下宏紀とともに湯島道場を立ち上げ副代表に就任。2013年のヘルシンキ世界選手権を目指していた。2012年の全日本躰道選手権大会男子展開競技予選にて3位となったことが評価され、日本代表候補となる。2013年3月31日に中野区立第八中学校で行われた最終選考にて代表入りを逃したものの、同年に行われた第68回国民体育大会の展開競技にて優勝した。
2017年の甲府世界選手権に、団体展開競技で出場することを目指していた。しかし、その代表選考を兼ねた2016年秋の全日本選手権の直前に、チームメンバーが故障し、出場辞退を余儀なくされた。2017年は大会に参加せず、その去就が注目されたが、2018年になり現役続行を表明した。

### 躰道における主な戦歴
- 2001年 世界躰道選手権大会　団体展開競技5位
- 2001年 全国学生躰道優勝大会　男子団体法形競技3位、男子団体展開競技3位
- 2001年 全日本躰道選手権大会　男子団体展開競技1位
- 2002年 全国学生躰道優勝大会　男子団体法形競技2位、男子団体展開競技2位
- 2005年 全国社会人躰道優勝大会　団体法形競技2位
- 2008年 全国社会人躰道優勝大会　団体実戦競技2位
- 2012年 全国社会人躰道優勝大会　団体法形競技2位
- 2013年 国民体育大会　団体実戦競技3位、団体展開競技1位

## その他
趣味の囲碁では、IGO AMIGO幹事として普及指導に携わっている。公益財団法人日本棋院認定のA級囲碁普及指導員、学校囲碁指導員の資格を所持している。スポールブールでは2015年の日本選手権大会でプレシジョン種目8位、ラピッド種目8位、コンビネ種目6位、2016年の日本選手権大会で、コンビネ種目ベスト8、2017年の全日本選手権白山大会でダブルス種目5位、ラピッド種目5位といった記録を残している。